# Srednji Petrovići
Srednji Petrovići (szerbül: Средњи Петровићи) falu Bosznia-Hercegovinában, a Szerb Köztársaságban, Krupa na Uni községben. A ma a föderációhoz tartozó Arapuša falunak a Szerb Köztársaság területéhez került kis része.

## Fekvése
Bosznia-Hercegovina nyugati részén, Banja Lukától légvonalban 73, közúton 114 km-re nyugatra, Prijedortól légvonalban 41, közúton 65 km-re délnyugatra, a Vojskova-patak völgye feletti dombokon fekszik. 

## Népessége
| Nemzetiségi csoport | Népesség 1991 | Népesség 2013 |
| ------------------- | ------------- | ------------- |
| Szerb               | 0             | 0             |
| Bosnyák             | 11            | 2             |
| Horvát              | 0             | 0             |
| Jugoszláv           | 0             | 0             |
| Egyéb               | 0             | 0             |
| Összesen            | 11            | 2             |

## Története
A daytoni békeszerződés utáni területmegosztási megállapodás értelmében a háború előtti Arapuša település egy kisebb, 0,63 km2 területű része Srednji Petrovići néven a Boszniai Szerb Köztársasághoz és Krupa na Uni községhez kérült, míg maga Arapuša település a Bosznia-hercegovinai Föderáció Una-Szanai kantonjában levő Bosanska Krupa község területénél maradt. 